# Els germans Marx a l'Oest
 Els germans Marx a l'Oest (títol original en anglès: Go West) és una pel·lícula estatunidenca dirigida per Edward Buzzell estrenada el 1940, i que posa en escena els germans Marx. Aquesta pel·lícula ha estat doblada al català.

## Argument
S. Quentin Quale (Groucho Marx), un estafador amb molt d'aplom, és en ruta cap al Far West on pensa fer fortuna. Al vestíbul de l'estació de sortida, troba els dos germans Panello (Harpo Marx i Chico Marx) que són encara menys honrats que ell, ja que aconsegueixen treure-li tots els seus diners, cosa que els permet posar-se en camí d'aquelles terres plenes de promeses de fortuna.
Un cop arribats a lloc, simpatitzen amb el vell Dan Wilson a qui presten una mica de diners: en penyora, aquest els dona l'escriptura de propietat d'una terra que aparentment no val gran cosa. Ara bé, el vell Wilson no sap que el ferrocarril passarà aviat per aquest terreny, cosa que decuplica el seu valor als ulls de la companyia ferroviària.

## Comentaris
Menys desenfrenada que les primeres pel·lícules,  Els germans Marx a l'Oest  hi guanya molt en consistència i en coherència: aquí, el guió és simple però estructurat, els Marx tenen un objectiu en el qual es mantenen. La fantasia s'expressa a través d'algunes bones escenes visuals i bromes. Com sovint en aquesta segona part de la seva filmografia, els germans s'han calmat i s'han fet "normals": la seva energia devastadora dels començaments és canalitzada.
Cal remarcar l'escena d'obertura on Groucho es deixa robar pels altres dos sense adonar-se'n, la de la diligència on els sots de la carretera sembren un alegre desordre a bord, el "diàleg" surrealista entre Harpo i un cap indi, la persecució final amb tren on tot és bo per alimentar la caldera, al final de la qual els vagons són completament desballestats. Cal destacar també el diàleg on Chico proposa a Groucho que telefoni i ell li respon que el 1870 el telèfon encara no s'ha inventat.
Aquesta pel·lícula presenta una de les escenes musicals més originals de la filmografia dels Marx: Groucho canta acompanyant-se a la guitarra i Harpo toca l'harmònica! Per regla general, les escenes musicals de Els germans Marx a l'Oest són ben integrades en el text i no perjudiquen el ritme de la pel·lícula.

## Repartiment
- Groucho Marx: S. Quentin Quale
- Chico Marx: Joe Panello
- Harpo Marx: ’Rusty’ Panello
- John Carroll: Terry Turner
- Diana Lewis: Eve Wilson
- Walter Woolf King: Beecher
- Robert Barrat: ’Red' Baxter
- June MacCloy: Lulubelle
- George Lessey: Railroad President
- Tully Marshall (no surt als crèdits): Dan Wilson